# Sophronica spinipennis
Sophronica spinipennis là một loài bọ cánh cứng trong họ Cerambycidae.